# La familia (filme)
La familia (bra: A Família) é um filme dramático de 2017 dirigido por Gustavo Rondón Córdova. É uma coprodução entre Venezuela, Chile e Noruega.

## Sinopse
Para perto de Caracas, um pai e seu filho adolescente dão-se à fuga para evitar represálias após que o filho fere a um colega do bairro.

## Elenco
- Giovanni García
- Reggie Reis

## Recepção

### Resposta da crítica
O filme possuía uma aprovação de 91% em Rotten Tomatoes, baseado em onze resenhas, com uma média de 7,8/10.

### Prêmios e indicações
Rondón ganhou o prêmio à melhor direção em Cartagena e La familia ganhou o prêmio da crítica no Festival de Cinema de Miami, melhor filme no Festival de Cinema de Lima, o Grand Prix no Festival de KineNova e o prêmio do júri no Festival da Crítica Cinematográfica de Caracas.
La familia projetou-se na secção Semana da Crítica do Festival de Cinema de Cannes 2017.  Foi selecionada como a entrada venezuelana ao Melhor Filme em Língua Estrangeira no Óscar 2019, mas não foi indicada.